# Budapest (série pornographique)
Pour les articles homonymes, voir Budapest (homonymie).
Pour plus de détails, voir Fiche technique et Distribution.
Budapest est une série pornographique lesbienne américaine de vidéofilms produite par les Studios Girlfriends Films. 
Les Studios Girlfriends Films de Dan O'Connell, le scénariste et réalisateur, sont spécialisés dans les films lesbiens.
Le premier film de la série est sorti en 2010. Tous les films de la série sont tournés à Budapest, et les actrices sont principalement des actrices hongroises dont la plupart sont nées à Budapest.
En 2012, Budapest a remporté l'XBIZ Award de la meilleure série lesbiennes de l'année (All-Girl Series of the Year). Le slogan de la série est Smouldering Hungary Lesbian Love! (l'amour lesbien hongrois chaud comme la braise !).

## Liste des films
- Budapest 01 (20 septembre 2010 - 139 min) :
  - scène 1 : Brandy Smile et Sandra Shine
  - scène 2 : Liza et Sophie Moone
  - scène 3 : Elexis Monroe et Liza
  - scène 4 : Cindy Hope et Peaches
- Budapest 02 (5 novembre 2010 - 148 min) :
  - scène 1 : Colette et Sophie Moone
  - scène 2 : Judy Nero et Sandra Shine
  - scène 3 : Elexis Monroe et Sandra Shine
  - scène 4 : Blue Angel et Liza
- Budapest 03 (23 janvier 2011 - 120 min) :
  - scène 1 : Brandy Smile et Elexis Monroe
  - scène 2 : Aleska Diamond et Colette
  - scène 3 : Cindy Hope et Sophie Moone
  - scène 4 : Liza et Peaches
- Budapest 04 (4 mars 2011 - 128 min) :
  - scène 1 : Elexis Monroe et Peaches
  - scène 2 : Sandra Shine et Sophie Moone
  - scène 3 : Liza et Peaches
  - scène 4 : Bambi et Zafira
- Budapest 05 (20 mai 2011 - 173 min) :
  - scène 1 : Dia Zerva et Sophie Moone
  - scène 2 : Eve Angel et Dana Kelly
  - scène 3 : Sandra Shine et Zafira
  - scène 4 : Dana Kelly et Sandra Shine
- Budapest 06 (19 août 2011 - 170 min) :
  - scène 1 : Cindy Hope et Elexis Monroe
  - scène 2 : Dia Zerva et Zafira
  - scène 3 : Bambi et Eve Angel
  - scène 4 : Dorothy Black et Sandra Shine
- Budapest 07 (21 octobre 2011 - 174 min) :
  - scène 1 : Elexis Monroe et Sandra Shine
  - scène 2 : Sophie Moone et Elexis Monroe
  - scène 3 : Dia Zerva et Katalin Király
  - scène 4 : Brandy Smile et Sophie Moone
- Budapest 08 (2 décembre 2011 - 157 min) :
  - scène 1 : Blue Angel et Elexis Monroe
  - scène 2 : Dorothy Black et Dana Kelly
  - scène 3 : Katalin Király et Sophie Moone
  - scène 4 : Elexis Monroe et Dana Kelly
- Budapest 09 (3 février 2012 - 186 min) :
  - scène 1 : Colette et Elexis Monroe
  - scène 2 : Eve Angel et Nesty
  - scène 3 : Nesty et Sandra Shine
  - scène 4 : Elexis Monroe et Sandra Shine
- Budapest 10 (6 avril 2012 - 153 min) :
  - scène 1 : Liza et Zafira
  - scène 2 : Blue Angel et Cindy Hope
  - scène 3 : Eve Angel et Sophie Moone
  - scène 4 : Sandra Shine et Dana Kelly
- Budapest 11 (2015 - 120 min) : 
  - scène 1 : Carol Goldnerova et Niky
  - scène 2 : Elisa et Jenna Lovely
  - scène 3 : Carmen Croft et Morgan Moon
  - scène 4 : Lisa et Sophie Moone

## Distinctions
Récompense
- 2012 XBIZ Award : All-Girl Series of the Year[3]

Nominations
- 2011 XBIZ Award nominee : Gonzo Release of the Year – Non Feature - Budapest 01
- 2012 XBIZ Award nominee : All-Girl Release of the Year - Budapest 02
- 2012 AVN Award nominee : Best All-Girl Release - Budapest 03
- 2012 AVN Award nominee : Best All-Girl Series
- 2012 AVN Award nominee : Best New Series
- 2013 AVN Award nominee : Best All-Girl Series
- 2013 XBIZ Award nominee : All-Girl Series of the Year